# Вентрилоквист
„Вентрилоквист” је југословенски кратки филм из 1980. године. Режирао га је Златко Боурек који је написао и сценарио.

## Улоге
| Глумац     | Улога |
| ---------- | ----- |
| Љуба Тадић |       |